# Distretto di Jorhat
Il distretto di Jorhat è un distretto dello stato dell'Assam in India. Il suo capoluogo è Jorhat.